# Hemioplisis spiculata
Hemioplisis spiculata är en fjärilsart som beskrevs av Achille Guenée 1858. Hemioplisis spiculata ingår i släktet Hemioplisis och familjen mätare. Inga underarter finns listade i Catalogue of Life.